# Schloss Haus (Neueglofsheim)

Schloss Haus nach einem Stich von Michael Wening von 1721

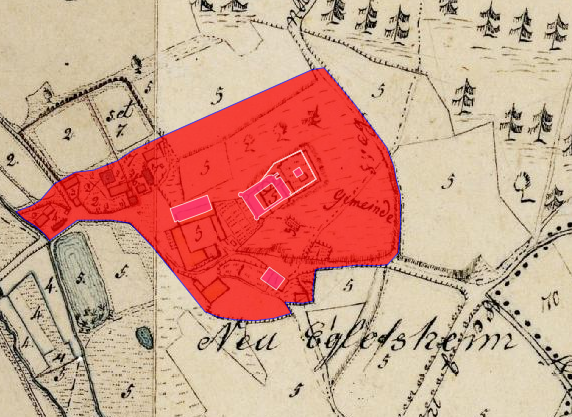
Lageplan von Schloss Haus (Neueglofsheim) auf dem Urkataster von Bayern

Schloss Haus, auch Schloss Neueglofsheim, im Ortsteil Neueglofsheim von Thalmassing im Landkreis Regensburg in der Oberpfalz ist eine kleine private Schlossanlage in einem etwa 6 Hektar großen Park (Neueglofsheim 1). Die Anlage steht unter Denkmalschutz. Die Anlage ist unter der Aktennummer D-3-75-205-8 als denkmalgeschütztes Baudenkmal von Neueglofsheim verzeichnet. Ebenso wird sie als Bodendenkmal unter der Aktennummer D-3-7039-0659 im Bayernatlas als „archäologische Befunde des Mittelalters und der frühen Neuzeit im Bereich von Burg und Schloss "Haus" in Neueglofsheim“ geführt. Heute kann das Schloss für Hochzeiten und Veranstaltungen gebucht werden.

## Geschichte
Die von den Eglofsheimern erbaute ehemalige Höhenburg wurde 1314 erstmals erwähnt. Man folgte seinerzeit dem im 11. Jahrhundert begonnenen Trend zum Bau von adligen Wohnburgen. Von dieser mittelalterlichen Bausubstanz existiert heute nur noch der 22,5 Meter hohe Bergfried. Er steht auf einem 20 mal 30 Meter großen Sockel, der mit einer mittelalterlichen, drei Meter hohen Mauer zum Burggraben abgegrenzt ist. Diese noch sichtbaren Grundfesten der Burg bilden heute die nordöstliche Abgrenzung der Schlossanlage.
In der Zeit zwischen dem 14. und dem 17. Jahrhundert wechselten die Besitzer der Burg häufig. Besitzer nach den Eglofsheimern waren Albrecht Notthafft (1366), Wilhelm von Frauenberg (1388), ab 1400 die Nuáberger, die Bayernherzöge (1431), Sigmund Walterhofer (1478) und danach die Herren von Wallbrunn. 1630 wurde die Burg an das Regensburger Kloster Prüll (Karthaus-Prüll) verkauft. Nachdem die Burg im Zuge des Dreißigjährigen Krieges stark beschädigt worden war, wurde die Anlage im Zuge des Wiederaufbaus 1681 auch als Sommeraufenthalt für die Mönche erweitert. In diese Zeit fällt der Bau der Schlosskapelle als zentrales Gebäude für die Kartäuser. Das heutige Schlossgebäude zeigt im Erdgeschoss eine Reihe von Bögen, die wohl als Kreuzgang der Erschließung der umgebenden Gebäude und Räume dienten.
Ab 1730 erfolgte der Bau des eigentlichen Schlosses in seiner heutigen Ausdehnung und Form mit Wohngebäude und Stallungen. Im Bereich der heutigen Sakristei wurde zu diesem Zeitpunkt wohl eine Brunnenanlage mit Pferdetränke gebaut. Nach der Säkularisation 1803 wurde das Schloss an die Grafen von Dörnberg verkauft, die es 1835 an Thurn und Taxis weiterverkauften.

## Heutige Nutzung
Das Schloss wurde im 20. Jahrhundert zur Residenz des Erbprinzen Franz Joseph von Thurn und Taxis, der es als Jagdschloss nutzte. Nach der Heirat von Franz Joseph mit Elisabeth von Braganza im Jahr 1920 lebte und bewirtschaftete das Paar Schloss Haus als landwirtschaftliches Gut. 1928 wurde der Süd-West-Flügel um zwei Geschosse aufgestockt und das Schloss grundlegend modernisiert. Dem landwirtschaftlichen Betrieb waren umfangreiche Wälder mit eigener Forstwirtschaft angeschlossen. Eine Brauerei und eine Brennerei ergänzten die Aktivitäten. In der Spitze haben in Schloss Haus ca. 250 Menschen gelebt und gearbeitet. Die Winter verbrachte das Paar meist in Schloss St. Emmeram. Am 11. April 1947 verstarb in Schloss Haus Theresia Grimaud Gräfin D’Orsay.
Seit dem Tod von Franz Joseph von Thurn und Taxis im Jahr 1971 blieb die Schlossanlage ohne Nutzung und stand leer. 1986 wurde es in die Denkmalliste eingetragen. Im Jahre 2008 verkauften die Thurn und Taxis das Schloss. Die neuen Besitzer, die Familie Weitzel, führten umfangreiche Renovierungen und Modernisierungen durch, die im Jahre 2009 durch den Denkmalschutz-Preis des Landkreises Regensburg gewürdigt wurden.

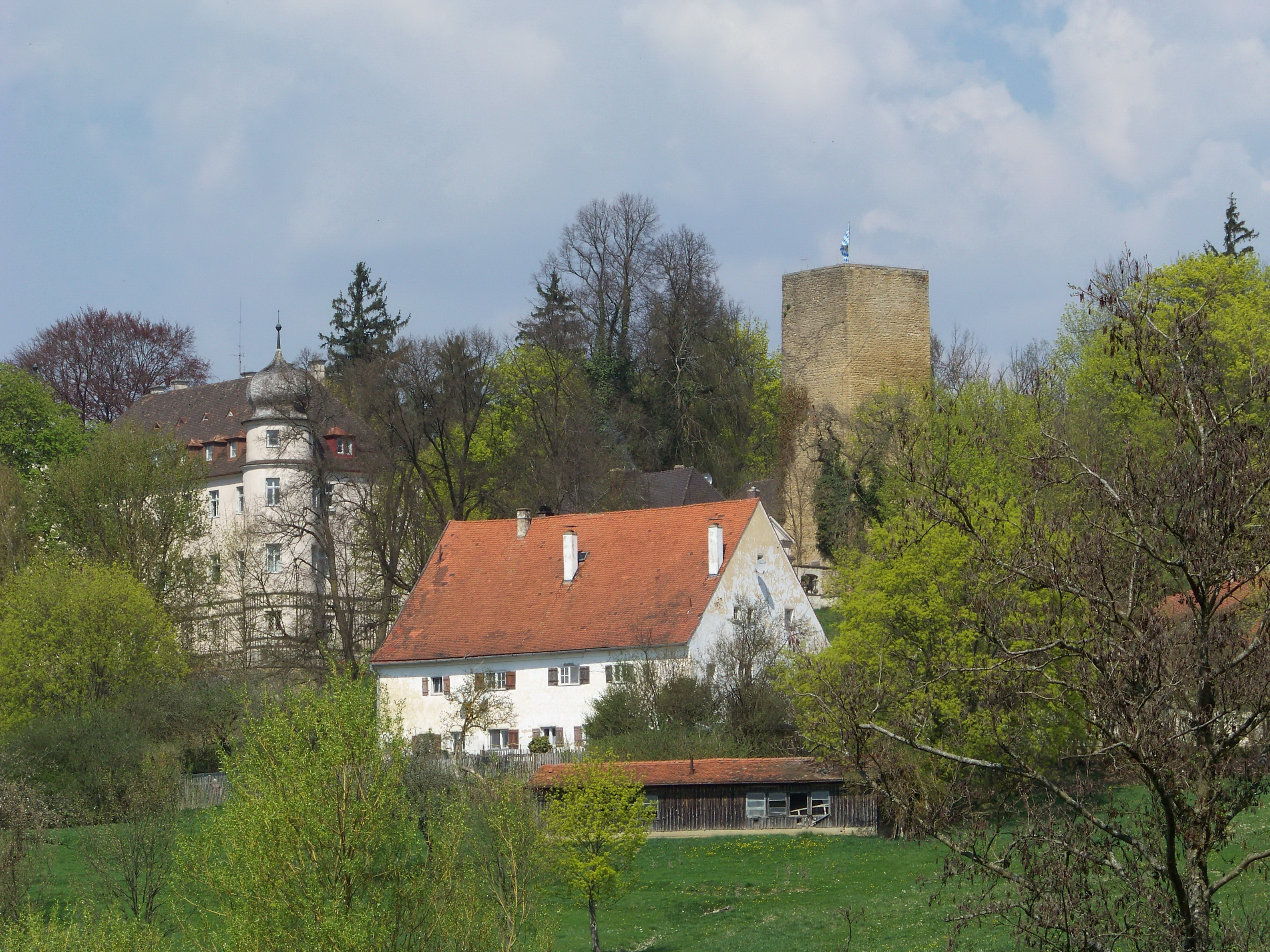
Schloss Haus mit Bergfried

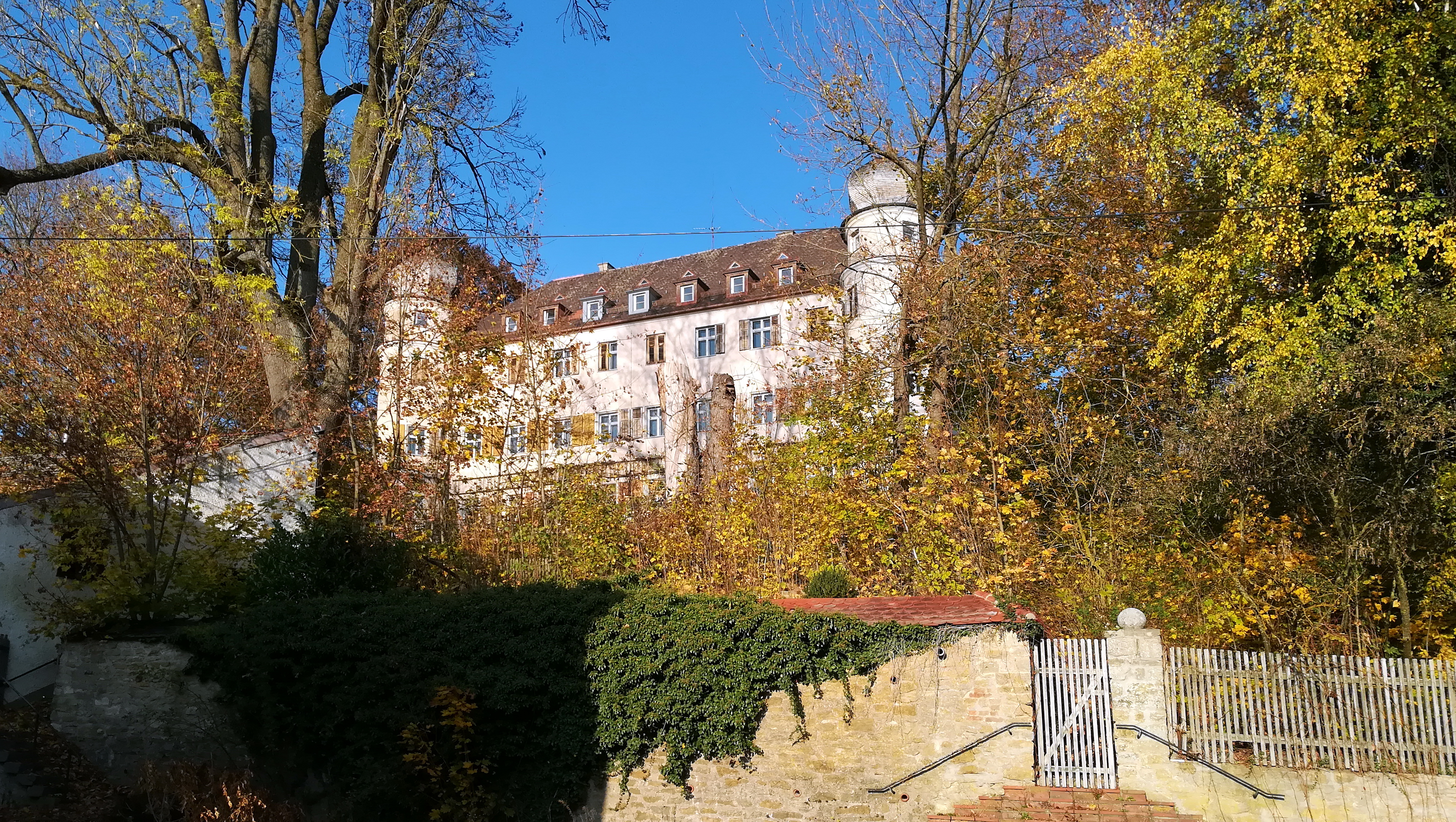
Schloss Haus (Neueglofsheim)

## Schloss Haus heute
Das Schloss ist umgeben von einer ganzen Reihe von Gebäuden wie z. B. einem Gutshof, einer Maschinenhalle, einer Mühle, einem ehemaligen Gasthaus, einem Landarbeiter-Wohnhaus und einem Sommerkeller. Zusammen bilden diese Gebäude den Ort Neueglofsheim und gehören verwaltungstechnisch zur Gemeinde Thalmassing.
Das Schloss selbst ist eine 4-Flügelanlage um einen ca. 700 m² großen Hof. Der eigentliche Schlossteil ist ein viergeschossiges Gebäude mit einer beeindruckenden Fassade und schließt den Hof nach Süd-Westen ab. Angeschlossen ist der Nord-West-Flügel, der neben der Schlosskapelle auch den Versorgungs- und den Küchentrakt beinhaltet. Der Nord-Ost-Flügel ist das sogenannte „Kavaliersgebäude“, in dessen unterem Geschoss früher die Stallungen der Reitpferde untergebracht waren. Geschlossen wird der Hof im Süd-Osten durch einen sogenannten „Wehrgang“, der Kavaliersgebäude und Schloss verbindet.
Die Gebäude sind nur teilweise unterkellert. Weitere Kelleranlagen und Verbindungen zwischen den Gebäuden, auch außerhalb der direkten Schlossanlage, werden vermutet.
Zum Schloss gehört ein 6 ha-Park mit regional typischem, überwiegend sehr altem Baumbestand, Wiesen, kleinen Wegen, einer Gärtnerei mit Bienenhaus und dem sogenannten „Sommerkeller“. Der Sommerkeller ist ein wohnhausähnliches Gebäude mit einem darunter in 11 m Tiefe liegenden Eiskeller. Der Eiskeller ist als 10 × 40 Meter-Tonnen-Gewölbe ausgeführt und diente früher zur Lagerung von Eisblöcken. Die Eisblöcke wurden im Winter aus Seen geschnitten und bis zum nächsten Herbst für den Prozess des Bierbrauens genutzt.

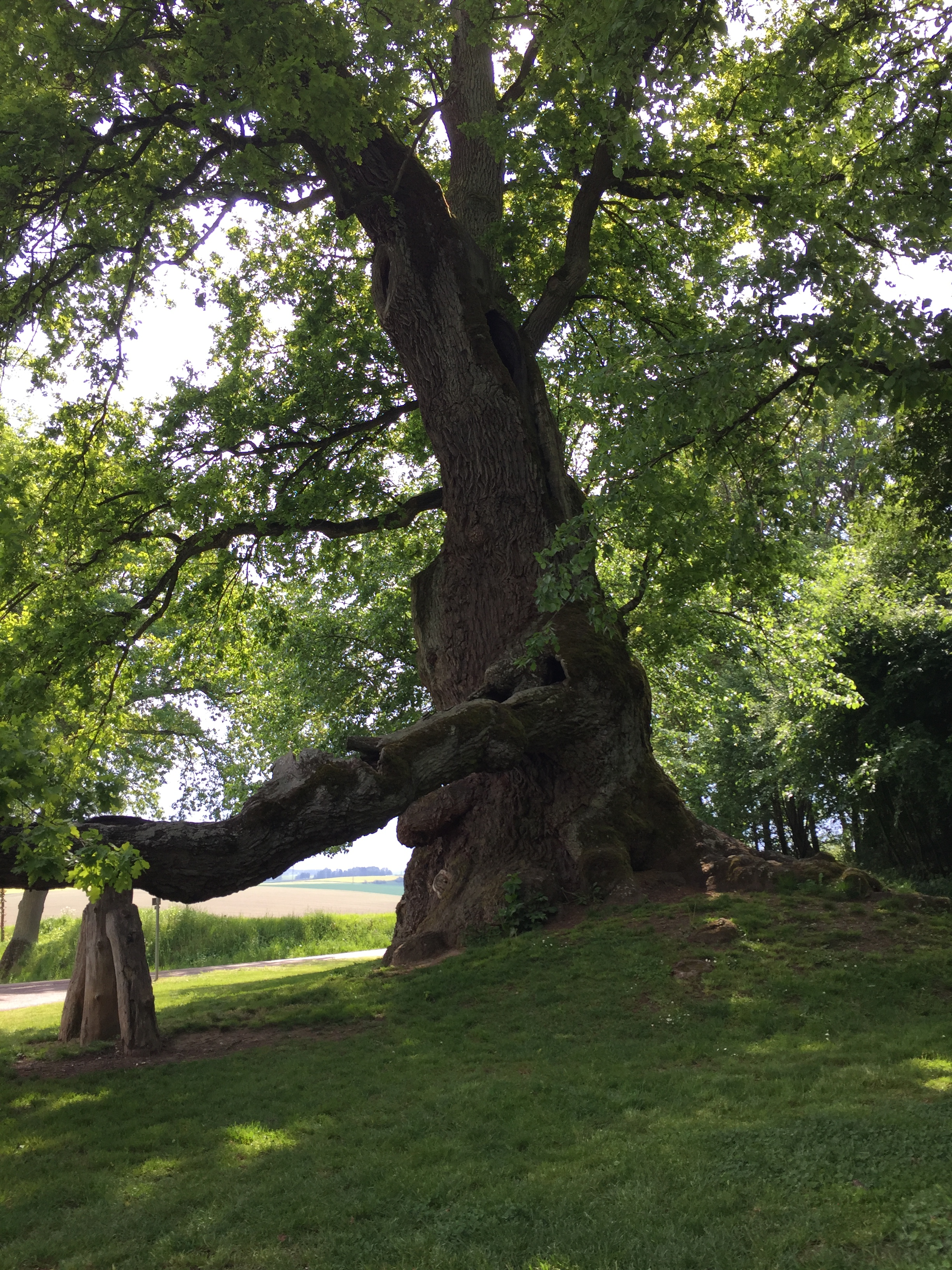
Sankt-Wolfgangs-Eiche

In der Nähe des Schlosses steht Sankt-Wolfgangs-Eiche mit einem Brusthöhenumfang von 9,80 m (2021).